# Вимблдон 2004.

## Побједници

### Сениори

#### Мушкарци појединачно
Роџер Федерер је побиједио  Ендија Родика, 4–6, 7–5, 7–6(3), 6–4
- То је била Федерерова 6. титула у сезони, а 17. у његовој каријери. Била је то његова трећа гренд слем титула, и друга на Вимблдону.

#### Жене појединачно
Марија Шарапова је побиједила  Серену Вилијамс, 6–1, 6–4
- Била је то друга титула Шарапове у сезони, а четврта у каријери. То је била њена прва гренд слем титула.

#### Мушки парови
Јонас Бјеркман и  Тод Вудбриџ су побиједили  Џулијана Кновла и  Ненада Зимоњића, 6–1, 6–4, 4–6, 6–4

#### Женски парови
Кара Блек и  Рене Стабс су побиједиле  Лизел Хубер и  Ај Сугијаму, 6–3, 7–6(5)

#### Мјешовити парови
Кара Блек и  Вејн Блек су побиједили  Алишу Молик и  Тода Вудбриџа, 3–6, 7–6(8), 6–4

### Јуниори

#### Јуниори
Гаел Монфис је побиједио  Мајлса Касирија, 7–5, 7–6(6)

### Јуниорке
Катерина Бондаренко је побиједила  Ану Ивановић, 6–4, 6–7(2), 6–2

### Парови јуниора
Брендан Еванс и  Скот Удсема су побиједили  Робина Хасеа и  Виктора Троицког, 6–4, 6–4

#### Парови јуниорки
Викторија Азаренка и  Олга Говорцова су побиједиле  Марину Ераковић и  Монику Никулеску, 6–4, 3–6, 6–4